# Delhi (Minnesota)
Delhi és una població dels Estats Units a l'estat de Minnesota. Segons el cens del 2000 tenia 69 habitants.

## Demografia
Segons el cens del 2000, Delhi tenia 69 habitants, 28 habitatges, i 16 famílies. La densitat de població era de 34,6 habitants per km².
Dels 28 habitatges en un 32,1% hi vivien nens de menys de 18 anys, en un 53,6% hi vivien parelles casades, en un 3,6% dones solteres, i en un 39,3% no eren unitats familiars. En el 32,1% dels habitatges hi vivien persones soles el 14,3% de les quals corresponia a persones de 65 anys o més que vivien soles. El nombre mitjà de persones vivint en cada habitatge era de 2,46 i el nombre mitjà de persones que vivien en cada família era de 3,24.
Per edats la població es repartia de la següent manera: un 31,9% tenia menys de 18 anys, un 4,3% entre 18 i 24, un 31,9% entre 25 i 44, un 18,8% de 45 a 60 i un 13% 65 anys o més.
L'edat mediana era de 34 anys. Per cada 100 dones de 18 o més anys hi havia 95,8 homes.
La renda mediana per habitatge era de 31.875 $ i la renda mediana per família de 31.750 $. Els homes tenien una renda mediana de 24.375 $ mentre que les dones 21.250 $. La renda per capita de la població era de 9.829 $. Cap de les famílies i el 2,2% de la població estaven per davall del llindar de pobresa.

## Poblacions més properes
El següent diagrama mostra les poblacions més properes.